# فرودگاه شهرستان هاچینسن (کانزاس)
فرودگاه شهرستان هاچینسن (کانزاس) (به انگلیسی: Hutchinson County Airport) یک فرودگاه همگانی بهره‌برداری هوایی با کد یاتا BGD است که یک باند فرود آسفالت دارد و طول باند آن ۱۹۲۰ متر است. این فرودگاه در شهر بورگر، تگزاس کشور ایالات متحده آمریکا قرار دارد و در ارتفاع ۹۳۱ متری از سطح دریا واقع شده‌است.